# Zhuoshui
Zhuoshui (kinesiska: 濯水) är en köping i sydvästra Kina. Den ligger i stadsdistriktet Qianjiang i storstadsområdet Chongqing, omkring 210 kilometer öster om det centrala stadsdistriktet Yuzhong. Antalet invånare är 20 386. Befolkningen består av 9 870 kvinnor och 10 516 män. Barn under 15 år utgör 21,0 %, vuxna 15-64 år 66 %, och äldre över 65 år 11,0 %.